# Sistema electoral

Sistema electoral utilizado para la elección de los miembros de la cámara baja o unicameral por país.
Sistema de pluralidad
Escrutinio mayoritario uninominal
Escrutinio mayoritario plurinominal
Escrutinio de lista mayoritaria
Sistema de mayorías
Segunda vuelta electoral
Segunda vuelta instantánea
Sistema semi-proporcional
Voto limitado o voto acumulativo
Voto único no transferible
Recuento Borda
Sistema proporcional
Representación proporcional por listas
Representación proporcional por listas
Voto único transferible
Sistema mixto
Representación proporcional mixta
Representación proporcional mixta (voto único)
Representación mayoritaria mixta o voto paralelo (FPTP y RP por listas)
Representación mayoritaria mixta o voto paralelo (SV y voto en bloque partidario)
Prima de gobernabilidad
Prima de gobernabilidad
Otros
Sin elecciones
Varía por estado
Sin información

Un sistema electoral es un conjunto de reglas que determinan cómo se llevan a cabo las elecciones y los referendos y cómo se determinan sus resultados. Estas reglas rigen todos los aspectos del proceso de votación: cuándo se realizan las elecciones, a quién se le permite votar, quién puede presentarse como candidato, cómo se marcan y emiten las papeletas de votación, cómo se cuentan las papeletas de votación (método electoral), límites en el gasto de campaña, y otros factores que pueden afectar el resultado. Los sistemas electorales están definidos por las Constituciones y las leyes electorales, por lo general son conducidas por comisiones electorales y pueden usar múltiples tipos de elecciones para diferentes cargos.
En un sentido más restringido Xavier Torrens ha definido el sistema electoral como «el conjunto de métodos para traducir los votos de los ciudadanos en escaños de representantes» y ha señalado sus cinco componentes fundamentales (que son interdependientes): la circunscripción electoral, la forma de la candidatura, la estructura del voto, la barrera electoral y la fórmula electoral. La estructura del voto y la forma de la candidatura cumplen la función de «trasladar las preferencias políticas de las ciudadanas y los ciudadanos a un tipo de modalidad de voto»; los otros tres componentes, «trasladar los votos a escaños».
La diferente combinación de los cinco componentes dan lugar a dos grandes tipos de sistemas electorales: el mayoritario y el proporcional. En el primero existe una gran diferencia entre la proporción de los votos obtenidos y la proporción del número de escaños, mientras que en el segundo el porcentaje de votos que reciben las candidaturas se traduce en un porcentaje similar del número de escaños que les son asignados en el órgano electo. El sistema mayoritario privilegia la gobernabilidad sobre el pluralismo político, mientras que en el proporcional ocurre lo contrario. Existen algunos sistemas «mixtos» que intentan combinar los dos sistemas.
El estudio de los métodos electorales formalmente definidos se llama teoría de la elección social o teoría del voto, y este estudio puede tener lugar dentro del campo de la ciencia política, la economía o las matemáticas, y específicamente dentro de los subcampos de la teoría de juegos y el diseño de mecanismos. Las pruebas de imposibilidad como el teorema de la imposibilidad de Arrow demuestran que cuando los votantes tienen tres o más alternativas, no es posible diseñar un sistema de votación que permita reflejar las preferencias de los individuos en una preferencia global de la comunidad. El motivo es que es relativamente probable que se produzca un empate entre tres o más alternativas, de forma que, por ejemplo, la alternativa A sea preferida a la B, la B a la C y la C a la A.

## El diseño electoral
Cuando se diseña un sistema electoral, es mejor comenzar con una lista de criterios que resuma lo que se quiere lograr, lo que se quiere evitar y, en sentido amplio, lo que se quiere que el gobierno y el parlamento parezcan. Dada la naturaleza del diseño institucional, los ajustes deben hacerse buscando el punto medio entre lo que se desea y lo que son los objetivos. Por ejemplo, se puede querer impulsar la elección de candidatos independientes y al mismo tiempo promover el crecimiento de partidos políticos fuertes. También el diseñador de sistemas electorales puede considerar un acto de sabiduría el crear un sistema que les da a los votantes un amplio grado de elección entre candidatos y partidos, pero esto puede significar una papeleta de votación complicada que causa dificultades a los votantes con menor educación. La clave, al formular o reformar un sistema electoral, está en priorizar los criterios más importantes y luego evaluar qué sistema electoral o combinación de sistemas, resulta mejor maximizando los objetivos. En esencia, lo que hacen los sistemas electorales es traducir los votos en escaños ganados por partidos y candidatos.
Las variables claves son:
- La fórmula electoral empleada, que incluye la fórmula matemática utilizada para calcular la distribución de votos.
- Si el sistema es más mayoritario o más proporcional.
- La magnitud de la circunscripción electoral -no cuántos votantes viven en un distrito, sino cuántos miembros del parlamento se elige en él.

El diseño del sistema electoral, también afecta a otras áreas de la legislación electoral: la elección de sistema electoral tiene una influencia en la manera en que se trazan los límites de los distritos o circunscripciones (Delimitación de Distritos); el diseño de boletas electorales; el escrutinio de votos; y otros numerosos aspectos del proceso electoral.

## Componentes del sistema electoral
1. Circunscripción electoral. Según la magnitud de la circunscripción existen dos tipos: uninominales (aquellas que eligen un único diputado) y plurinominales (aquellas que eligen dos o más diputados). Las primeras suelen coincidir con los sistemas electorales mayoritarios, las segundas con los sistemas electorales proporcionales (la proporcionalidad será mayor cuanto mayor sea el número de escaños asignados a la circunscripción). Una variante de las circunscripciones plurinominales es la circunscripción única (que abarca todo el territorio del país, como ocurre en Israel o en los Países Bajos, o en la mayoría de países de la Unión Europea cuando se celebran las elecciones al Parlamento Europeo). Por otro lado, en algunos países se solapan dos niveles de circunscripciones (aunque puede haber más de dos): el que contienen las circunscripciones del conjunto del territorio (generalmente uninominales) y una circunscripción única (plurinominal) por lo que el reparto de escaños se realiza en dos fases sucesivas y en dos instancias distintas. Este sistema se denomina de representación proporcional personalizada, que según Xavier Torrens, no se debe considerar como un sistema electoral mixto «cuando en verdad los escaños se reparten de forma proporcional». Este sistema de representación proporcional personalizada lo tienen Alemania, Islandia, Dinamarca, Suecia, Austria, Grecia, Bélgica, Noruega e Italia.[3]
2. Forma de la candidatura. La candidatura puede ser unipersonal (cuando figura un único candidato) o de lista (cuando figuran varios candidatos). Los tipos de listas más frecuentes son tres: las listas cerradas y bloqueadas (el elector vota a la lista presentada por un partido sin que pueda alterar el orden interno de los candidatos que aparecen en ella, como sucede en Alemania Israel, Noruega, México, Argentina, Portugal y España); las listas cerradas desbloqueadas (el votante puede modificar, total o parcialmente, el orden establecido en la lista ya sea expresando sus preferencias por uno o varios candidatos, tachando nombres de candidatos o poniendo un orden numérico en los nombres de los candidatos; se utiliza en Finlandia, Austria, Holanda, Bélgica, Dinamarca y Suecia); y las listas abiertas (permite al elector escoger entre candidatos de diferentes partidos o establecer el orden de preferencia entre ellos; se utiliza en Suiza, Luxemburgo y en la elección del Senado de España). Las listas cerradas (bloqueadas o no) están asociadas con mayor frecuencia a los sistemas proporcionales, mientras que las abiertas, así como las candidaturas unipersonales, a los sistemas mayoritarios.[4][nota 1]
3. Estructura del voto. Se puede distinguir entre el voto categórico (el elector solo puede votar a candidatos de un mismo partido) y el voto ordinal (el elector puede votar a candidatos de distintos partidos). La mayoría de los países usan el voto categórico; solo una minoría (Irlanda, Malta, Australia, Luxemburgo, Suiza, Alemania, Francia y España para el Senado) disponen de voto ordinal. Otra tipología más compleja distingue entre el voto único (aquel en el que el elector emite un solo voto; se aplica generalmente cuando se vota a una candidatura unipersonal o a listas cerradas y bloqueadas) y el voto múltiple (el elector puede emitir tantos votos como escaños dispone una circunscripción, pudiendo dar un máximo de un voto por candidato; se aplica generalmente cuando se vota a listas abiertas o a listas cerradas desbloqueadas). Una variante del voto único es el voto alternativo o voto único transferible en el que el elector indica una segunda preferencia, es decir, por qué candidato votaría en el supuesto de que su candidato elegido en primera preferencia no obtuviera los votos necesarios para ser designado. El voto múltiple también tiene variantes: voto limitado (el elector dispone de un número de votos menor a los escaños de que dispone la circunscripción electoral; suele aplicarse en circunscripciones plurinominales y sistemas mayoritarios con listas abiertas); voto acumulativo (el elector tiene la posibilidad de dar varios votos a un solo candidato si así lo desea, pero también puede distribuir los votos entre distintos candidatos); el voto preferencial (el elector establece un orden de preferencia entre los candidatos; puede consistir en poner un número en los nombres de los candidatos o señalar a un número determinado de candidatos o incluso a uno solo; está asociado a las listas cerradas desbloqueadas); voto combinado o panachage (el elector puede seleccionar candidatos de distintos partidos; está asociado a las listas abiertas y es el sistema empleado en la elección del Senado de España); por último, existe el voto doble (el elector toma dos decisiones con dos votos: uno a una lista de partido y otro a un candidato unipersonal (que puede ser de un partido diferente al seleccionado con el otro voto; es el tipo de voto utilizado en el sistema de representación proporcional personalizada, usado, por ejemplo, en Alemania).[6][nota 2]
4. Barrera electoral. Se denomina barrera electoral o umbral electoral a la cantidad mínima de votos que debe conseguir un partido para entrar en el reparto de los escaños. Se diferencia entre la barrera legal y la barrera efectiva. La barrera legal es establecida por la ley y se aplica en los sistemas electorales proporcionales ya que los mayoritarios no necesitan esta barrera, excepto si utilizan la fórmula electoral de la mayoría absoluta. Generalmente es un porcentaje mínimo de votos: el 1,5 % en México; el 2 % en Dinamarca; el 3 % en Argentina, Grecia y España; el 3,25% en Israel; el 4% en Suecia Noruega y Austria; el 5% en Alemania. La barrera efectiva consiste en el número mínimo de votos que un partido necesita para obtener un primer escaño (siempre que supere la barrera legal, cuando esta exista). Como ha señalado Xavier Torrens, «puede argüirse a favor de la exigencia de la barrera legal que evita la excesiva fragmentación del sistema de partidos. Puede aducirse en contra la distorsión de la distribución de votos que limita la proporcionalidad y obstaculiza que los partidos pequeños obtengan escaños».[7]
5. Fórmula electoral. La fórmula electoral es el cálculo matemático que se aplica para distribuir los escaños en función de los votos obtenidos (no debe confundirse con el sistema electoral, del que la fórmula electoral es solo uno de sus componentes). Se agrupa en fórmulas mayoritarias y fórmulas proporcionales. Entre las primeras se encuentran la fórmula de la mayoría relativa o first-past-the-post ['el primero consigue el puesto'] (Reino Unido, Estados Unidos, Canadá, Nueva Zelanda); fórmula de la mayoría absoluta que suele ser a dos vueltas o ballottage (Francia); voto alternativo (Australia); voto limitado (elección del Senado de España); voto único no transferible (Japón, entre 1947 y 1994);[nota 3] y voto acumulativo (Estado norteamericano de Illinois). Entre las fórmula proporcionales se encuentran: voto único transferible (Irlanda, Malta);[nota 4] fórmulas de resto mayor (Cociente Hare [Alemania], Cociente Droop [Irlanda, Malta], Cociente Imperiali [Italia], Cuota Hagenbach-Bischoff [Suiza, Luxemburgo]); y las fórmulas de la media más elevada, que incluye la fórmula D'Hont (España, Portugal, Bélgica, Países Bajos, Israel, Argentina, Finlandia), la fórmula de Sainte-Laguë (Dinamarca) y la fórmula de Sainte-Laguë modificada (Suecia, Noruega). Por otro lado, la fórmula electoral influye en el tipo de papeleta[nota 5] y en el procedimiento de escrutinio.[nota 6]

## Tipología de los sistemas electorales
La diferente interrelación de los cinco componentes de los sistemas electorales da lugar a dos grandes tipos de sistemas electorales:
- Sistema electoral mayoritario: existe una gran diferencia entre la proporción de los votos obtenidos y la proporción del número de escaños. Es el sistema electoral aplicado en Reino Unido, Estados Unidos, Canadá, Australia y Francia, entre otros países. Por otro lado, favorece el sistema de partidos bipartidista.

- Sistema electoral proporcional: el porcentaje de votos que reciben las candidaturas se traduce en un porcentaje similar del número de escaños que les son asignados en el órgano electo. Es el sistema electoral aplicado entre otros países en Suiza, Israel, Países Bajos, Argentina, Alemania, Dinamarca y España. Favorece el sistema de partidos multipartidista.

Sobre cuál de los dos sistemas es mejor el debate sigue abierto (también sobre el grado de influencia que tiene el sistema electoral sobre el sistema político), aunque existe cierto consenso en considerar que el sistema mayoritario privilegia la gobernabilidad sobre el pluralismo político, mientras que en el proporcional ocurre lo contrario. Pero como ha señalado Xavier Torrens ambos sistemas «tienen aspectos positivos y negativos». «En última instancia, los sistemas electorales son el resultado de las circunstancias históricas que rodean un sistema político determinado, de los intereses partidistas según la correlación de fuerzas existente y de la concepción que subyace sobre la democracia», añade Torrens.
En el cuadro siguiente se especifican los aspectos positivos de cada uno de los dos sistemas:
| Determina con gran claridad a qué partido le corresponde el Gobierno                                | Proporciona al votante mayor cantidad de opciones por lo que incentiva el voto sincero en detrimento del voto útil.                         |
| Impide una excesiva fragmentación parlamentaria                                                     | Refleja el pluralismo político y la complejidad de la sociedad sin que ningún sector social quede excluido.                                 |
| Favorece la estabilidad del Gobierno, evitando las crisis parlamentarias                            | Facilita las situaciones de poder compartido y coaliciones de gobierno y favorece el control parlamentario del Gobierno desde la oposición. |
| Los representantes tiene mayor capacidad de iniciativa individual en relación con su propio partido | Ofrece mayor grado de competitividad política y favorece el surgimiento de nuevos partidos.                                                 |
| Se gobierna según la voluntad de la mayoría.                                                        | Se da al ciudadano mayor poder de decisión y una mayor libertad individual, por lo que incentiva la participación política.                 |
| Tiende a evitar el extremismo, favoreciendo los partidos centristas y catch-all party               | Respeta mejor los derechos y la representación de las minorías.                                                                             |

## Sistemas electorales mayoritarios
Una de las característica de estos sistemas es que siempre utilizan circunscripciones uninominales. En el sistema de escrutinio mayoritario uninominal (sin segunda vuelta) el ganador es aquel que obtiene el mayor número de votos, aunque ello no implique necesariamente la mayoría absoluta (first-past-the-post). Cuando se usa este sistema en circunscripciones plurinominales (es decir, donde se eligen varios representantes), se convierte entonces en el sistema de voto en bloque. Los electores tienen tantos votos como escaños a asignar y los candidatos más votados van ocupando las posiciones sin importar el porcentaje que realmente alcancen. Los sistemas mayoritarios como el australiano de voto alternativo y el sistema francés de dos vueltas (ballottage) tratan de asegurar que el candidato ganador obtenga la mayoría absoluta (más del 50%). En esencia, el sistema de voto alternativo utiliza las segundas preferencias de los votantes para generar un ganador por mayoría, si ninguno resulta elegido por mayoría absoluta en la primera vuelta.
Este sistema tiende a alentar la formación de un sistema bipartidista (Ley de Duverger). Según sus partidarios, en estos sistemas, se favorece la eficacia de las decisiones y las rendiciones de cuenta son sobre el candidato y no sobre el partido, aunque esto puede debilitar y dividir a los partidos.
| Países con sistema electoral mayoritario  | Países con sistema electoral mayoritario | Países con sistema electoral mayoritario | Países con sistema electoral mayoritario   | Países con sistema electoral mayoritario | Países con sistema electoral mayoritario                                                               |
|                                           | Circunscripción electoral                | Forma de la candidatura                  | Estructura del voto                        | Barrera electoral                        | Fórmula electoral                                                                                      |
| ----------------------------------------- | ---------------------------------------- | ---------------------------------------- | ------------------------------------------ | ---------------------------------------- | --- |
| Reino Unido                               | Uninominal                               | Candidatura unipersonal                  | Voto único                                 | -                                        | Escrutinio mayoritario uninominal (first-past-the-post)                                                |
| Estados Unidos (Cámara de Representantes) | Uninominal                               | Candidatura unipersonal                  | Voto único                                 | -                                        | Escrutinio mayoritario uninominal (first-past-the-post)                                                |
| Francia                                   | Uninominal                               | Candidatura unipersonal                  | Voto único (posibilidad de segunda vuelta) | 12,5 % para pasar a la segunda vuelta    | Escrutinio mayoritario uninominal (con segunda vuelta si ningún candidato alcanza la mayoría absoluta) |
| Canadá                                    | Uninominal                               | Candidatura unipersonal                  | Voto único                                 | -                                        | Escrutinio mayoritario uninominal (first-past-the-post)                                                |
| España (Senado)                           | Plurinominal                             | Listas abiertas                          | Panachage (con voto limitado)              | -                                        | Escrutinio mayoritario plurinominal de voto limitado                                                   |

## Sistemas electorales proporcionales
Este sistema incentiva el pluralismo político. Se incentiva más aún cuando los distritos son grandes y se utilizan fórmulas que traducen con gran exactitud los votos en números de escaños.
La lógica que guía a los sistemas de representación proporcional es la de reducir deliberadamente las disparidades entre el porcentaje de la votación nacional obtenida por un partido y los escaños parlamentarios que le corresponden: si un partido grande gana el 40 % de los votos debería obtener aproximadamente 40 % de los escaños, y si un partido pequeño gana 10 % de los votos debería también conquistar aproximadamente el 10 % de los escaños parlamentarios. Con frecuencia se considera que el uso de listas de partidos a nivel nacional o regional es la mejor forma de conseguir esa proporcionalidad. Ese objetivo también se puede lograr con facilidad si el componente proporcional de un sistema de representación proporcional personalizado compensa cualquier desproporcionalidad que se derive de los resultados en los distritos uninominales mayoritarios. El voto preferencial también puede cumplir con ese propósito: el Voto Único Transferible, donde los votantes ordenan a los candidatos en distritos plurinominales, es otro sistema proporcional bien establecido.
Muchas democracias nuevas han escogido sistemas de representación proporcional. Los sistemas de Representación Proporcional son predominantes en América Latina y en Europa Occidental y representan un tercio de todos los sistemas en África. Si bien los escaños son a menudo distribuidos en distritos plurinominales regionales, en algunos países (como Alemania, Namibia, Israel, Holanda, Dinamarca, Sudáfrica y Nueva Zelanda), la distribución de escaños es efectivamente determinada por el voto a nivel nacional. La fórmula utilizada para calcular la distribución de escaños, una vez que los votos han sido contados, puede tener un efecto marginal en los resultados electorales de representación proporcional. Las fórmulas pueden basarse en el "promedio más alto" o en el "residuo mayor". Sin embargo, la magnitud de los distritos y los umbrales de representación tienen mayor importancia para los resultados generales de representación proporcional. Cuanto más grande sea el número de representantes elegibles en un distrito y más bajo sea el umbral requerido para la representación en la legislatura, más proporcional será el sistema electoral y más grande será la oportunidad de que los pequeños partidos minoritarios obtengan representación parlamentaria.
En Israel, el umbral es del 3,25%, mientras que en Alemania es del 5%. En Sudáfrica no había umbral legal en 1994 para la representación y el Partido Demócrata Cristiano Africano ganó dos de los 400 escaños con solo 0.45% del voto nacional. Otras elecciones importantes involucran el diseño de los límites de los distritos; la manera en que los partidos constituyen sus listas de representación proporcional; la complejidad de la papeletas de votación (por ejemplo, si el votante debe escoger entre partidos o entre candidatos y partidos); los arreglos formales o informales para un "voto en paquete" y el alcance de los acuerdos entre partidos, como aquellos en los sistemas que utilizan las coaliciones electorales.
En algunos países, como Israel o Países Bajos, las elecciones se desenvuelven usando una representación proporcional «pura», donde los votos se computan a nivel nacional antes de asignar los escaños a los partidos. Sin embargo, en la mayoría de los casos (incluido España) se usan varios distritos o circunscripciones en vez de una circunscripción única nacional, lo que proporciona un elemento de representación geográfica. No obstante, esto puede provocar que la distribución de los escaños no refleje los votos totales a nivel nacional. En consecuencia, algunos países tienen escaños compensatorios ("leveling seats") que se otorgan a aquellos partidos cuyos escaños totales sean menores a su proporción del voto nacional.
| Países con sistema electoral proporcional | Países con sistema electoral proporcional | Países con sistema electoral proporcional | Países con sistema electoral proporcional | Países con sistema electoral proporcional | Países con sistema electoral proporcional |
|                                           | Circunscripción electoral                 | Forma de la candidatura                   | Estructura del voto                       | Barrera electoral                         | Fórmula electoral                         |
| ----------------------------------------- | ----------------------------------------- | ----------------------------------------- | ----------------------------------------- | ----------------------------------------- | ----------------------------------------- |
| España                                    | Plurinominal                              | Listas cerradas y bloqueadas              | Voto único                                | 3 %                                       | Sistema D'Hondt                           |
| Suecia                                    | Plurinominal                              | Listas cerradas desbloqueadas             | Voto preferencial                         | 4 % (12 % en una circunscripción)         | Método Sainte-Laguë                       |
| Israel                                    | Plurinominal (única)                      | Listas cerradas y bloqueadas              | Voto único                                | 3,25 %                                    | Sistema D'Hont                            |
| Países Bajos                              | Plurinominal (única)                      | Listas cerradas y bloqueadas              | Voto único                                | -                                         | Sistema D'Hont                            |
| Argentina (Cámara de Diputados)           | Plurinominal                              | Listas cerradas y bloqueadas              | Voto único                                | 3 %                                       | Sistema D'Hont                            |
| Irlanda                                   | Plurinominal                              | Candidatura unipersonal                   | Voto único transferible                   | -                                         | Cociente Droop                            |

### Representación proporcional personalizada
El sistema de representación proporcional personalizada es una variante de los sistemas proporcionales utilizada en Alemania, Nueva Zelanda, Bolivia, Italia, Venezuela o Hungría. En este sistema una parte del parlamento (casi la mitad en los casos de Alemania, Bolivia y Venezuela) son electos por métodos de mayoría, generalmente en distritos uninominales; mientras el resto es constituido por listas de representación proporcional. Esta estructura puede parecer, a primera vista, similar al sistema de voto paralelo (Vid. infra), pero la diferencia fundamental estriba en que bajo la representación proporcional personalizada los escaños de representación proporcional por lista suelen compensar, en mayor o menor medida, cualquier desproporcionalidad producida por los resultados en los distritos uninominales (mayoritarios). Por ejemplo, si un partido gana 10% de los votos nacionales pero no gana ningún escaño de mayoría, entonces le serían otorgados suficientes escaños de las listas de representación proporcional para compensar su representación en aproximadamente un 10% del parlamento. 
En todos los países donde se utiliza este sistema, los escaños de las circunscripciones uninominales se asignan por mayoría relativa, a excepción de Hungría que utiliza para estos efectos el sistema de doble vuelta. El método de Italia es más complicado ya que un cuarto de los escaños parlamentarios se reservan para compensar los votos "desperdiciados" en los distritos uninominales. En Venezuela hay 110 escaños de mayoría relativa, 52 de representación proporcional por lista y 3 escaños de representación indígena.

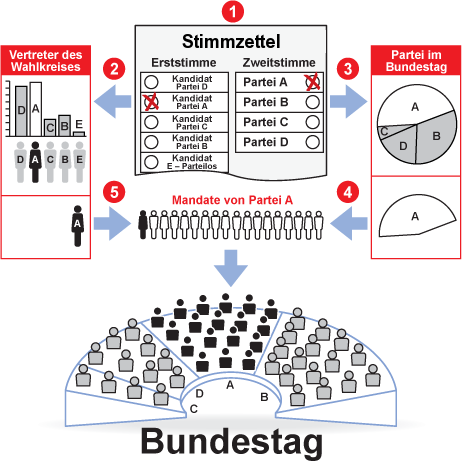
Reparto de escaños en el Bundestag según el sistema electoral de Alemania con dos niveles de circunscripciones.

En Alemania el elector emite dos votos en la papeleta (Stimmzetel). El primero (Erststimme) es a una candidatura unipersonal en una de las 229 circunscripciones uninominales del país; el segundo (Zweitstimme) es a una lista cerrada y bloqueada del Land. Este segundo voto es el que determina el porcentaje de escaños que le corresponde a cada partido en el Bundestag según una determinada fórmula electoral. Si el partido ha obtenido en el nivel de las circunscripciones uninominales (Verteter des Wahlkreises) menos porcentaje de escaños que el que ha obtenido en la circunscripción única nacional, se le añaden hasta alcanzar ese porcentaje. Sin embargo, si obtiene más escaños los conserva y esto es lo que explica que el número de escaños del Bundestag varíe en cada elección. Como señala Xavier Torrens, «hay que mantener la proporción global de todos los partidos y, por ello, hay que compensar a los partidos hasta lograr que el Parlamento alemán refleje en escaños el porcentaje de votos correspondiente a cada partido». Por otro lado la barrera legal para entrar en el Bundestag es relativamente alta, el 5 % (o haber obtenido tres escaños mediante el primer voto o Erststimme).

### Distorsión de las preferencias electorales
Dentro de los diversos sistemas de reparto proporcionales, el sistema D'Hondt es el que más distorsión produce. Donde la distorsión se mide por la medida de distorsión de Loosemore-Hanby:

{\displaystyle D={\frac {1}{2}}\sum _{i=1}^{n}|v_{i}-s_{i}|\leq {\frac {1}{2}}\left[(1-v_{w})+(n-1)v_{r}\right]}

donde:
{\displaystyle n\,} es el número total de partidos.
{\displaystyle v_{i}\,} es el porcentaje de voto del partido i-ésimo.
{\displaystyle s_{i}\,} es el porcentaje de escaños atribuidos al partido i-ésimo.
{\displaystyle v_{w}\,} el umbral de votos con los cuales un partido obtendría todos los escaños de una circunscripción.
{\displaystyle v_{r}\,} el umbral de votos mínimo a partir del cual un partido obtiene escaño en una circunscripción.

## Sistemas semiproporcionales
Son aquellos que convierten los votos en escaños en una forma que se ubica entre mayoría-pluralidad y proporcionalidad. Los dos sistemas semiproporcionales usados para las elecciones legislativas son: el de voto único no transferible y el voto paralelo.

### Sistemas de voto único no transferible
En los sistemas de voto único no transferible, cada elector tiene un voto, pero hay varios escaños que cubrir en cada distrito y los candidatos con el número más alto de votos son quienes los obtienen. Esto significa que, por ejemplo, en un distrito de cuatro miembros, en promedio uno necesitaría solamente lograr apenas el 20% de la votación para ser elegido. Esto permite la elección de candidatos de partidos minoritarios y mejora la proporcionalidad parlamentaria en general.

### Sistemas paralelos
Los sistemas paralelos usan tanto las listas de representación proporcional como los distritos uninominales de mayoría relativa (el ganador se lleva todo). Sin embargo, a diferencia del sistema de representación proporcional personalizada, las listas de representación proporcional no compensan la desproporcionalidad generada en los distritos uninominales por mayoría. Los sistemas paralelos han sido ampliamente adoptados por las nuevas democracias en África y por los Estados postsoviéticos.
Es el sistema de voto utilizado en la elección de los miembros de la Cámara de Diputados de México. De los 500 diputados 300 son elegidos de manera directa, uno por cada uno de los distritos electorales federales (uninominales) que componen el país según la fórmula de escrutinio mayoritario uninominal; y 200 diputados son elegidos según el principio de representación proporcional, mediante el sistema de listas regionales cerradas y bloqueadas, votadas en cinco circunscripciones plurinominales (en la distribución de los escaños se utiliza una fórmula de resto mayor). Existe barrera electoral, situada en el 2 %, y un límite según el cual ningún partido político puede obtener más de 300 diputados por ambas vías.

## Métodos de ganador único
Los métodos con un ganador son clasificados de acuerdo al tipo de papeleta que se utiliza: sistemas binarios (la papeleta presenta la opción de votar o no votar por uno o más candidatos), sistemas de rango o preferenciales (la papeleta presenta todos el candidatos que el elector debe ordenar lo más preferido al menos preferido) y sistemas de evaluación o valoración (la papeleta presenta todos los candidatos a los que el elector debe dar una puntuación).

### Sistemas binarios
El sistema binario más utilizado en todo el mundo es el escrutinio uninominal mayoritario (también llamado "mayoría relativa" o "voto plural"), en que el elector vota por una opción, y el candidato que reciba el mayor número de votos gana las elecciones, aunque no obtenga la mayoría absoluta. Si, sin embargo, se requiere que el candidato gane por mayoría absoluta, se utilizan métodos eliminatorios. Los métodos eliminatorios más comunes son:
- Segunda vuelta entre los dos candidatos con más votos.
- Elección exhaustiva: Eliminación gradual del candidato más débil hasta que un candidato obtenga mayoría absoluta.
- Elección exhaustiva sin eliminación: Ningún candidato es eliminado, las votaciones se repiten hasta que un candidato reciba la mayoría absoluta.

Cabe mencionar que las papeletas de los sistemas binarios no necesariamente son exclusivas, los sistemas de voto aprobatorio, por ejemplo, permiten que el elector vote por más de un candidato. Sin embargo, es el candidato con más votos el que gana la elección.

### Sistemas preferenciales
Los sistemas electorales preferenciales o de rango son métodos que permiten que el elector ordene los candidatos de acuerdo a sus preferencias, de más preferido al menos preferido. No es necesario que el elector ordene todos los candidatos, los candidatos que no sean ordenados se consideran menos preferidos. Algunos sistemas electorales preferenciales permiten que el elector ordene dos o más candidatos en la misma posición.
El método preferencial más utilizado es el de segunda vuelta instantánea (en inglés instant-runoff voting, IRV) también conocido como "voto alternativo" o "voto preferencial" en el que las preferencias de los electores son utilizadas para simular una ronda de eliminaciones. Al computar los votos la opción con menos votos es eliminada. En los cómputos sucesivos los votos eliminados se transfieren al siguiente candidato menos preferido que no ha sido eliminado, hasta llegar a una elección entre dos candidatos, y lo más preferido gana por mayoría absoluta. Todas las papeletas son consideradas en cada ronda de eliminación.
Otro método preferencial es el voto único transferible (STV por sus siglas en inglés), que asegura una representación proporcional sin la necesidad de utilizar una lista de candidatos por partido. STV es utilizado en Australia, la República de Irlanda, Irlanda del Norte y Malta. También es utilizado en algunas elecciones locales de Nueva Zelanda.

### Sistemas de valoración
Los sistemas de valoración, evaluación o estimación son más flexibles que los sistemas preferenciales, sin embargo, pocos métodos han sido diseñados para utilizarlos. En los sistemas de estimación cada elector da una puntuación a cada opción, las puntuaciones suelen ser numéricas (1 al 5, 0 al 100) o en letras (A, B, C, D ...). La opción o el candidato con la mayor puntuación gana la elección. El voto de aprobación es una subcategoría de los sistemas de eliminación en el que las puntuaciones permitidas son 0 y 1.

## Proceso electoral

### Elector
El derecho a participar en los asuntos públicos directamente como votante suele aparecer regulada en normas jurídicas del máximo rango: generalmente la propia Constitución, puesto que se trata de uno de los derechos políticos esenciales. En concreto, la inmensa mayoría de las Constituciones establece a partir de qué edad tienen los ciudadanos el derecho al voto en procesos electorales y, en las que se refieren a esta posibilidad, en referéndum. La regulación detallada de otros posibles requisitos, como la capacidad civil o política, la residencia o el registro puede aparecer en la Constitución o en las leyes electorales de cada Estado.
El reconocimiento del derecho al voto es uno de los aspectos del sistema electoral sobre los que se pronuncian prácticamente todas las Constituciones, en la medida en que forma parte esencial de la definición del contenido de la ciudadanía. Dentro de ésta, la inmensa mayoría de aquellas se pronuncia sobre la edad requerida. Se trata del derecho político esencial, cuya extensión ha ido unida a la de la propia idea de democracia representativa. En efecto, el sufragio universal se ha identificado históricamente con el principio democrático hasta convertirse en un elemento indiscutido de cualquier régimen democrático.
Pero a lo largo de esta evolución han variado frecuentemente los requisitos para el derecho de voto: desde el sufragio restringido a los varones con ciertos niveles de renta, propiedades o instrucción, con exclusión de las mujeres y de otros varones por razones diversas hasta la generalización igualitaria del sufragio se han ido modificando la edad exigida y las limitaciones por razón de género, estado civil y hasta el oficio.
Evidentemente el sufragio ha de ser personal, en el sentido de que el sistema electoral ha de garantizar que el voto exprese las preferencias de cada ciudadano. Esta exigencia, que puede parecer elemental, presenta problemas en sociedades patriarcales, en especial en los primeros momentos de transición política en los que los comportamientos democráticos no se encuentran asentados. En este sentido es paradigmática la experiencia de Azerbaiyán. Los requisitos que definen hoy el derecho de sufragio activo son la edad, la ciudadanía y el goce pleno de los derechos civiles y políticos. Junto a ellos, el registro en el censo electoral aparece en ciertos casos como un requisito necesario para su ejercicio en cada caso concreto. Y puede tener alguna relevancia el lugar de residencia en el momento de la votación.

### Votación
Los electores son asignados a su respectiva área de votación. Son conocidas por una variedad de diferentes nombres dependiendo del país. En los países comunitarios, por ejemplo, suelen ser llamados circunscripciones electorales, distritos electorales, áreas de votación, distritos de elección o de votación. Las áreas de votación son necesarias para la implementación técnica de una elección eficiente y efectiva. Un territorio dado puede ser subdividido de manera tal de posibilitar a los electores viajar tanto como sea posible a los sitios de votación y depositar allí su papeleta electoral. Además, la asignación de los electores a las áreas de votación permite a los administradores de la elección seguir con atención a quienes votan. Esto asegura que nadie deposita más de una papeleta electoral. Muchos países, sin tener en cuenta el sistema electoral empleado, delimitan las áreas de votación. Distinto de los distritos electorales, donde el tipo de sistema determina cómo es crucial la delimitación en los resultados de una elección, la delimitación de las áreas de votación tiene un efecto mínimo en los resultados de la elección. Las áreas de votación son usadas simplemente para agrupar votos, no son usadas para traducir votos en asientos en un cuerpo legislativo o parlamento.
Debido a que las áreas de votación son usadas solamente por los administradores de las elecciones no es un tema controvertido y queda entregado a la discreción de los administradores de la elección. Las leyes electorales o su regulación, de cualquier modo, pueden especificar ciertos criterios para la delimitación de las áreas de votación.

### Cierre de la votación
No importa dónde se vayan a contar los votos, hay actividades comunes que se aplican en todos los sitios de votación al cierre de la jornada electoral. Entre ellas:
- Cerrar la votación en el horario correcto para que no haya impugnaciones posteriores basadas en el hecho de que se le permitió votar a electores que llegaron tarde. Un tratamiento igualitario de los electores que ya estaban en línea para votar al cierre de la jornada y cualquier decisión por ampliar los horarios de votación puede tener implicaciones importantes sobre la integridad de la elección. Recolectar y asegurar todos los materiales de votación sobre los que se tienen que rendir cuentas -papeletas, listados, sobres-. Uno de los aspectos más importantes en las responsabilidades de los oficiales de votación es la de realizar una conciliación completa y precisa de todos los materiales sobre los que se tienen que rendir cuentas al final de la votación. Este es con frecuencia uno de los aspectos menos comprendidos y, después de una intensa jornada de trabajo, más desagradables de sus actividades. Sin embargo, tanto como para un conteo eficiente como para garantizar la integridad de la elección, es crucial que estas conciliaciones sean realizadas de manera precisa y que se investigue cualquier discrepancia. Un conteo impreso de los materiales de votación en esta etapa puede provocar estragos y considerables gastos adicionales durante el escrutinio o para responder a impugnaciones.
- Clasificar, verificar y empacar todos los materiales de votación. Utilizar sistemas muy complejos para estos efectos redundará en una pérdida de tiempo al momento del conteo o de una reclasificación a nivel distrital. Sin embargo, es muy importante separar claramente los materiales contables de los reutilizables y los desechables.
- Muchas de las acciones que se llevan a cabo al cierre de la votación, particularmente las relacionadas con la conciliación de los materiales o al sellado de las urnas o máquinas de votación, son de capital importancia para la integridad de la elección. Por tal motivo es muy recomendable que para efectos de transparencia electoral, estas acciones sean testificadas por representantes de partidos o candidatos.
- Antes de abandonar los sitios de votación, los administradores o encargados deben asegurarse que todos los registros y reportes relativos a la jornada electoral hayan sido completados. (Ver Cierre de la Votación).
- Otras acciones realizadas al cierre de la votación dependerán de si el escrutinio se realiza en el mismo sitio o en uno distinto. Cuando el escrutinio se va a realizar en el mismo sitio de la votación, la estructura se podría modificar para hacerlo más eficiente. Por el contrario, cuando las papeletas se van a transportar a otro sitio para su escrutinio, el énfasis se debe de poner en una clasificación, verificación y empaque rápido pero preciso de todos los materiales, para que puedan ser transportados de inmediato.

Puede haber requerimientos adicionales en aquellos sitios que cuentan con facilidades especiales para votar, por ejemplo, voto anticipado, por correo o mediante estaciones móviles, sobre todo si operan por varios días.

### Escrutinio
El tema del escrutinio de votos trata del cómputo efectivo de los mismos, el cual requiere algunos principios fundamentales como transparencia, seguridad, profesionalismo, exactitud, confidencialidad, puntualidad, responsabilidad o rendición de cuentas y equidad.
El escrutinio de votos consiste en la apertura de las urnas, la ordenación de su contenido, la determinación de la validez de las papeletas de votación y contar las papeletas computadas. Salvo los países que emplean máquinas de voto, ésta es una operación muy concreta, basada en objetos reales (papeletas y, en su caso, sobres) que a menudo se realiza manualmente. Es una tarea de trabajo intensivo. Sin embargo, en algunos países se usan dispositivos mecánicos o electrónicos para facilitar el escrutinio. Salvo para determinar la validez de la papeleta de votación, el escrutinio de votos no requiere habilidades excepcionales, solo concentración, honestidad y saber leer y escribir. Las personas que cuentan los votos no reciben altas retribuciones, y en algunos países el requisito de saber leer y escribir excluye a muchos solicitantes.
El escrutinio de votos implica una operación preliminar de verificación de la validez de las papeletas. La legislación electoral normalmente señala unos motivos detallados para rechazar papeletas de votación. Los miembros de las mesas electorales deben estar totalmente familiarizados con esas disposiciones. Esta operación requiere un nivel de capacitación superior al de un simple escrutinio de votos. Las decisiones sobre la validez de la papeleta pueden tomarse de forma colectiva (por ejemplo, por decisión de la mayoría de los miembros de las mesas electorales presentes) o jerárquica (por el miembro de la mesa que la presida). La decisión también puede ser "empujada hacia arriba" a autoridades superiores. Ese tipo de decisiones debe estar sujeto a revisión judicial para prevenir abusos.
Los resultados del escrutinio de votos normalmente producen la información siguiente por cada unidad de escrutinio:
1. El número de electores que han votado (el término "censado" se reserva para animar a los votantes a inscribirse en el censo)
2. El número de papeletas rechazadas (voto nulo)
3. El número de papeletas válidas (voto positivo)
4. El número de votos distribuidos en cada partido o candidato político

El escrutinio de los votos puede ser efectuado por las autoridades de menor categoría, normalmente a nivel de la mesa electoral, pero también a nivel del distrito electoral, o a nivel nacional. La fase final del escrutinio de votos es la suma de las cifras de los distritos electorales. Los distritos electorales son las unidades territoriales para las que se elige representantes y donde se suman votos antes de aplicar la fórmula electoral para determinar a quién ha sido elegido. Si la unidad de escrutinio es más pequeña que el distrito electoral, deberán agregarse en todas las unidades de escrutinio del mismo distrito electoral las cifras de las relaciones de votos de cada unidad de escrutinio. Esta operación implica recoger los resultados de cada unidad de escrutinio, verificar la inclusión de todas las relaciones de votos y sumar las cifras incluidas de cada relación de votos. El escrutinio de votos finalizará únicamente cuando se hayan calculado los totales para el distrito electoral. El próximo paso es aplicar la fórmula electoral para determinar quién ha sido elegido.

#### Sistema de Boleta Única Electrónica
El sistema de Boleta Única Electrónica, o sistema "vot.ar" es un sistema que se utiliza en la Provincia de Salta, en Argentina, e iba a ser implementado en la Ciudad de Buenos Aires para las elecciones a Jefe de Gobierno que se llevarían a cabo el 5 de julio de 2015.
El sistema fue diseñado por privados y ONG en conjunto con el Tribunal Electoral de Salta, y se ha utilizado ya en ocho elecciones en dicha provincia, demostrando grandes beneficios en comparación al sistema tradicional.
A través de este sistema se emite un voto que cuenta con respaldo electrónico y respaldo físico (en papel). La autoridad de mesa entrega una boleta al votante, la cual está en blanco y tiene un chip sin información. El votante inserta la boleta en una computadora que presenta las listas de candidatos. El votante selecciona su voto y el mismo se imprime en la boleta y se guarda en el chip. El votante puede verificar que su voto se haya guardado correctamente con un lector de chip que presenta la máquina y viendo la impresión.
El sistema de boleta única electrónica evita el robo de boletas, reduce enormemente la cantidad de votos impugnados y reduce la posibilidad de realizar fraudes como el "voto hormiga" o "voto cadena". Por tanto, resulta en un ahorro importante de infraestructura para los partidos políticos, tanto para generar boletas como para fiscalizar las mismas. También da más transparencia a la elección teniendo una doble verificación.
El primer conteo, es un conteo provisional, que se realiza con la información guardada en los chips. El segundo conteo es un conteo definitivo, en el que se cuenta lo impreso en las papeletas para verificar que coincida con lo electrónico. En las ocho elecciones realizadas en la provincia de Salta, no se detectó diferencia alguna entre lo electrónico y lo impreso.
Las computadoras tienen un sistema de memoria no volátil, por lo que no permite que se guarde información adicional a las listas, que son cargadas por el presidente de mesa al comenzar el acto eleccionario. Por tanto, no guarda, transmite ni envía los votos.
Se ha criticado, en la última elección en la Provincia de Salta, el hecho de que se rompieron varias de las computadoras, y las mismas fueron reemplazadas en pleno acto eleccionario. Debido a que las computadoras no tienen memoria, las mismas se pueden reemplazar en pleno acto, ya que esto no cambia el recuento de las boletas que están resguardadas en las urnas.
También, se ha criticado la falta de capacitación de la población para utilizar este sistema, especialmente en la Ciudad de Buenos Aires, donde nunca se utilizó.

### Regulación jurídica de los procesos electorales
Desde un punto de vista estrictamente jurídico se pueden señalar al menos cinco principios que podrían tenerse en cuenta a la hora de estructurar globalmente la normativa electoral de un determinado país:
- Existen elementos sobre los que es imprescindible que el acuerdo se refleje en el propio texto constitucional: característicamente, los referidos al derecho de sufragio activo y pasivo y muy probablemente la definición genérica de alguno de los elementos del sistema electoral. Sin embargo no debe producirse una hipertrofia de las normas electorales por el procedimiento de constitucionalizar hasta sus menores detalles. La estructura normativa electoral de un país no es más eficaz ni adecuada porque cuente con más elementos constitucionalizados.
- El instrumento central de la estructura normativa es sin duda la ley electoral. Como tal debe ser fruto de un amplio acuerdo y gozar de un apreciable grado de permanencia. Sin embargo, desde un punto de vista técnico jurídico puede ser aconsejable distinguir entre dos bloques de materias que merecen un tratamiento diferenciado.
- Por una parte, las normas referidas al sistema electoral y a los aspectos esenciales del procedimiento, que integran el núcleo jurídica o políticamente sometido a mecanismos consensuales por encima de la simple mayoría parlamentaria.
- Por otra aquellos aspectos que, aunque deben ser regulados por ley, no solo no requieren tan alto grado de consenso, sino que este podría hacer demasiado rígida la normativa e impedir así su adaptación a circunstancias nuevas o la intervención de autoridades subestatales que la adecuen a concretas necesidades territoriales.
- Las regulaciones administrativas que complementen y adecuen las normas generales a las concretas circunstancias de cada proceso son inevitables y deben ser realizadas por las autoridades que gestionan los procesos. Si se opta por organismos electorales con funciones exclusivamente de control, éstos deben tener entre sus competencias la de vigilar el desarrollo reglamentario de la Ley por el ejecutivo. Como en ese campo debe haber un espacio para la intervención del poder judicial, parece preferible que la intervención de estos órganos sea previa a la aprobación de la norma.